# Hanna Hilsdorf
Hanna Hilsdorf (* 1993 in Berlin) ist eine deutsche Schauspielerin.

## Leben
Hanna Hilsdorf machte 2012 das Abitur und studierte von 2013 bis 2016 an der Universität der Künste in ihrer Geburtsstadt. Verpflichtungen führten sie an das dortige Deutsche Theater und die Volksbühne, wo sie unter anderem als Kaja Fosil in Henrik Ibsens Stück Baumeister Solness unter der Regie von Frank Castorf auf der Bühne stand.
Großen Erfolg hatte Hilsdorf bei ihrer ersten Kinoproduktion in der Rolle der Edda Möller in Fatih Akins Spielfilm Aus dem Nichts, der 2017 und 2018 mit zahlreichen Preisen ausgezeichnet wurde, unter anderem dem Golden Globe Award in der Kategorie Bester fremdsprachiger Film.
Hanna Hilsdorf lebt in Berlin.

## Theater
- 2015: Väter & Söhne; Deutsches Theater
- 2016: Kabale der Scheinheiligen; R: Frank Castorf; Volksbühne Berlin
- 2017: Baumeister Solness; R: Frank Castorf; Volksbühne Berlin
- 2017: Faust; R: Frank Castorf; Volksbühne Berlin

## Filmografie
- 2017: Smile
- 2017: Aus dem Nichts
- 2017: Gesetz des Atmens
- 2018: Golden Twenties
- 2019: Stumme Schreie (Fernsehfilm)
- 2019: Eichwald, MdB (4 Folgen als Julia Sonnemann)
- 2019: Freies Land
- 2020: 9 Tage wach (Fernsehfilm)
- 2020: Polizeiruf 110 – Der Verurteilte
- 2021: Ein starkes Team – Man lebt nur zweimal
- 2021: Wir Kinder vom Bahnhof Zoo (2 Folgen als Andrea)
- 2022, 2025: Die Kaiserin (7 Folgen als Amalia)
- 2022: Auris (Fernsehzweiteiler)
- 2023: A Thin Line (6 Folgen als Benni Krohn)
- 2024: Der Buchspazierer
- 2024: The Exalted
- 2025: Der Masuren-Krimi – Mord in Galindien